# Montjustin-et-Velotte
Montjustin-et-Velotte település Franciaországban, Haute-Saône megyében. Lakosainak száma 121 fő (2022. január 1.). Montjustin-et-Velotte Mollans, Arpenans, Autrey-lès-Cerre, Borey, Liévans, Oppenans és Oricourt községekkel határos.

## Népesség
A település népességének változása:
| Lakosok száma | 128  | 126  | 127  | 121  | 119  | 119  | 119  | 120  | 121  |
|               | 2013 | 2015 | 2016 | 2017 | 2018 | 2019 | 2020 | 2021 | 2022 |